# Brent Lang
Brent Lang (n. 25 ianuarie 1968) este un înotător ce a reprezentat Statele Unite ale Americii, medaliat olimpic. A participat la o ediție a Jocurilor Olimpice (1988) în care a câștigat o medalie de aur.

## Participări
Lista de mai jos prezintă principalele competiții la care a participat Brent Lang de-a lungul carierei.
- Jocurile Olimpice de vară din 1988